# Ансон (Мен)
Ансон (англ. Anson) — місто (англ. town) в США, в окрузі Сомерсет штату Мен. Населення — 2291 особа (2020).

## Демографія
Згідно з переписом 2010 року, у місті мешкало 2511 осіб у 1069 домогосподарствах у складі 684 родин. Було 1300 помешкань
Расовий склад населення:
| - 97,2 % — білих - 0,7 % — корінних американців - 0,3 % — азіатів - 0,2 % — чорних або афроамериканців |

До двох чи більше рас належало 1,4 %. Частка іспаномовних становила 1,0 % від усіх жителів.
За віковим діапазоном населення розподілялося таким чином: 20,2 % — особи молодші 18 років, 62,7 % — особи у віці 18—64 років, 17,1 % — особи у віці 65 років та старші. Медіана віку мешканця становила 44,3 року. На 100 осіб жіночої статі у місті припадало 100,7 чоловіків;  на 100 жінок у віці від 18 років та старших — 101,3 чоловіків також старших 18 років.
Середній дохід на одне домашнє господарство  становив 48 583 долари США (медіана — 42 228), а середній дохід на одну сім'ю — 57 539 доларів (медіана — 52 414). Медіана доходів становила 34 914 долари для чоловіків та 29 978 доларів для жінок. За межею бідності перебувало 14,6 % осіб, у тому числі 21,6 % дітей у віці до 18 років та 14,8 % осіб у віці 65 років та старших.
Цивільне працевлаштоване населення становило 1255 осіб. Основні галузі зайнятості: освіта, охорона здоров'я та соціальна допомога — 26,7 %, виробництво — 15,3 %, роздрібна торгівля — 13,1 %, будівництво — 12,1 %.